# The Golden Era
The Golden Era (en chino tradicional, 黄金时代; pinyin, Huángjīn shídài) es una película de drama biográfico chino-hongkonesa de 2014 dirigida por Ann Hui, escrita y producida por Li Qiang y protagonizada por Tang Wei y Feng Shaofeng. Tang interpreta a Xiao Hong, mientras que Feng interpreta a Xiao Jun, dos de los escritores más importantes de la China del siglo XX. Otros personajes destacados incluyen Lu Xun (interpretado por Wang Zhiwen), Duanmu Hongliang (interpretado por Zhu Yawen) y Ding Ling (interpretado por Hao Lei).
La película fue estrenada durante la celebración del 71.º Festival Internacional de Cine de Venecia. Fue elegida como una de las candidatas de Hong Kong para la Mejor Película de Lengua Extranjera en los 87.º Premios Óscar, pero finalmente no fue nominada. La película ganó los premios de mejor película y mejor director en los Premios de Cine de Hong Kong.

## Reparto
| - Tang Wei como Xiao Hong. - Feng Shaofeng como Xiao Jun. - Wang Zhiwen como Lu Xun. - Zhu Yawen como Duanmu Hongliang. - Huang Xuan como Luo Binji. - Hao Lei como Ding Ling. - Yuan Quan como Mei Zhi. - Tian Yuan - Ding Jiali - Wang Qianyuan - Zhang Luyi - Sha Yi - Zu Feng - Zhang Yi | - Feng Lei - Yuan Wenkang - Chen Yuemo - Wang Ziyi - Zhang Jiayi - Wang Jingchun - Yang Xue - Jiao Gang - Zhang Bo - Zhang Yao - Ke Lan - Tang Yixin - Wang Kai como Jin Yi. |

## Producción
La idea de la película se remonta a 2004, cuando Ann Hui y el guionista chino Li Qiang discutieron su interés en escribir una historia que involucrase a las escritoras de principios del siglo XX, Xiao Hong (el seudónimo de Zhang Naiying) y Ding Ling. Las investigaciones realizadas por Hui y Qiang suscitaron preocupación por la posible censura del gobierno debido a las críticas abiertas de Ding Ling al Partido Comunista a lo largo de su vida. En 2007, Hui y Qiang decidieron centrarse en Xiao Hong, después de una sugerencia de la compañía de producción Cheerland Films, cuyo primer proyecto fue The Postmodern Life of My Aunt.
Aunque inicialmente desinteresada en el trabajo de Xiao Hong cuando los leyó en los años 1970, Hui más tarde releyó sus novelas como parte de una mejor comprensión del escritor literario. Hui encontró difícil investigar la propia vida de Hong debido al misterio que rodeaban algunas partes de su vida, pero señaló que el guion resultante de la película es "lo más cercano a la verdad que podemos conseguir".

### Rodaje
La producción de The Golden Era costó 70 millones de yenes y duró cinco meses, durante los cuales se realizó el rodaje en las ciudades de Harbin, Wuhan y Shanghái. Ann Hui describiría más adelante el proceso de filmar The Golden Era como "tenso y nervioso", y consideró dirigir una comedia para su siguiente película. Además de las dramatizaciones, The Golden Era incorpora narración ficticia, rompiendo la cuarta pared, y entrevistas documentales falsas a lo largo de la película, una estructura poco ortodoxa que le da elementos de cine experimental.